# Euhyparpax rosea
Euhyparpax rosea är en fjärilsart som beskrevs av William Beutenmüller 1893. Euhyparpax rosea ingår i släktet Euhyparpax och familjen tandspinnare. Inga underarter finns listade i Catalogue of Life.